# Otto Meiling

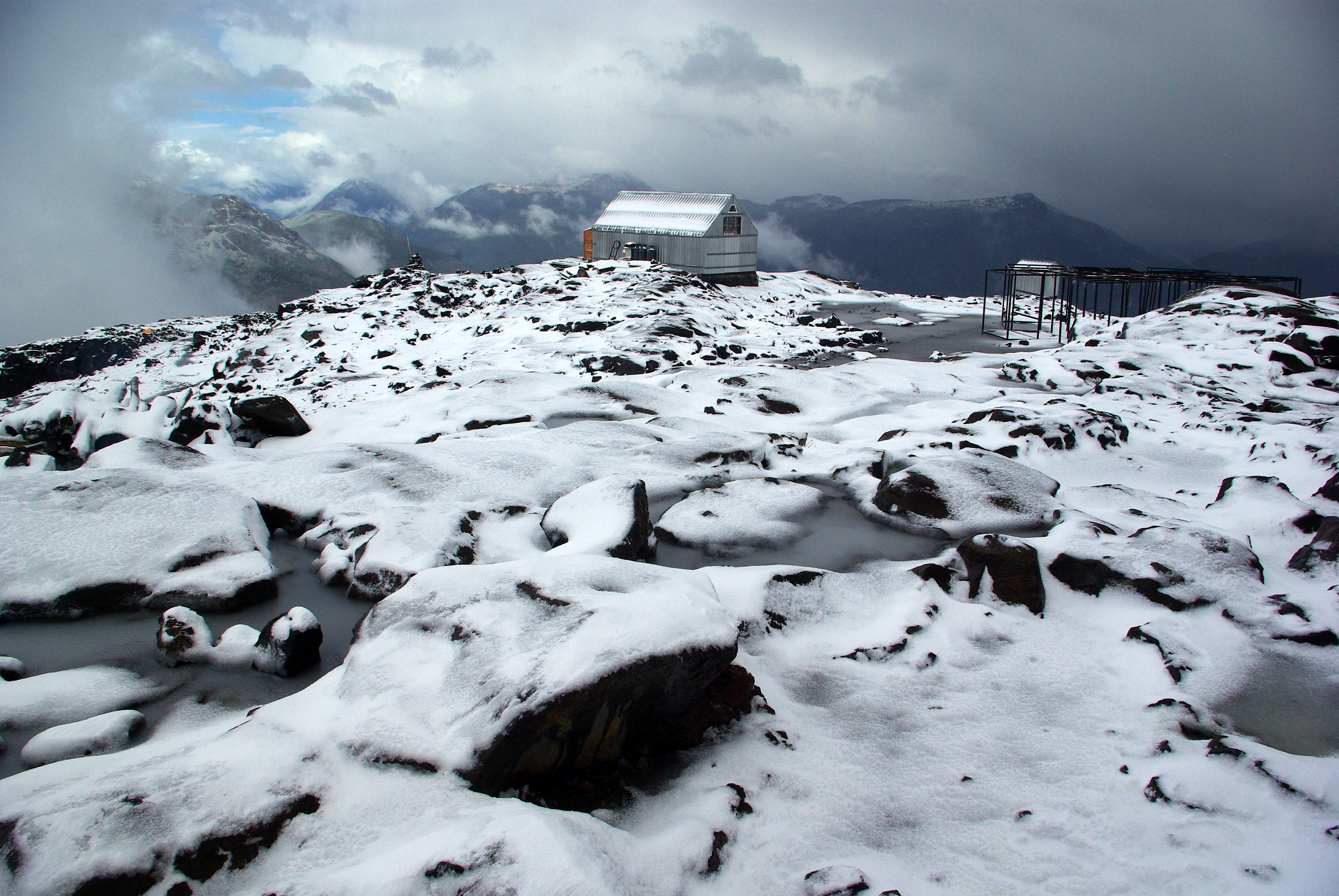
Refugio Otto Meiling, construido por Meiling en la década de 1950, y bautizado en su honor en 1970. Se encuentra sobre el Cerro Tronador, una montaña que ejerció una fascinación especial sobre Meiling.

Otto Meiling (Wassertrüdingen, Alemania, 1 de junio de 1902 - San Carlos de Bariloche, Argentina, 11 de agosto de 1989) fue un montañista alemán radicado en Bariloche (Argentina), que realizó numerosas primeras ascensiones en la zona del Parque Nacional Nahuel Huapi y zonas aledañas.

## Biografía
Meiling dejó Baviera y viajó a Buenos Aires cuando era un joven veinteañero. Allí trabajó como obrero, aprendiendo el oficio de carpintero y constructor. Le gustaba la aventura, por lo que se mudó a la pequeña población de San Carlos de Bariloche, en la zona de los lagos andinos, cerca del Cerro Catedral. Allí, comenzó a explorar las montañas junto con sus amigos, principalmente otros inmigrantes alemanes. En 1931 junto con ellos fundó el Club Andino Bariloche, un club de montaña que ha perdurado hasta el presente.
Creó el refugio Berghof cerro Otto (llamado así por Otto Goedecke), cuyo significado en idioma alemán es "casa de montaña" y no debe confundirse con un supuesto homenaje a la casa de descanso de Hitler que lleva el mismo nombre.
Luego de llevar a cabo varias primeras ascensiones en la zona, tomó contacto con el relativamente nuevo deporte del esquí, del cual se volvió fanático, al extremo de comenzar a fabricar esquíes y fijaciones, realizar travesías esquiando y trabajar como instructor de esquí. Regresó brevemente a visitar su patria nativa y familia, aprovechando su estadía en Alemania para perfeccionar su dominio del esquí y el montañismo y traer a su regreso a Sudamérica numeroso equipamiento de montaña y esquí.
A lo largo de los años, sus hazañas con el club fueron en aumento, incluyendo ascensiones al Cerro Tronador, Cerro San Lorenzo, Monte San Valentín, y posteriormente, intentos al Cerro Paine en el Parque Nacional Torres del Paine en Chile. Sin embargo, el Tronador se convertiría en su montaña preferida, realizando más de 15 ascensiones a su cumbre, incluyendo a la edad de 78 años una ascensión y descenso en un día desde Pampa Linda. Otras aventuras incluyeron el descenso del peligroso Río Manso, y una caminata nocturna de 96 kilómetros desde el final de una ascensión.
Como miembro activo del Club Andino Bariloche, Meiling usó sus habilidades como constructor para edificar varios refugios en la montaña, entre ellos uno en el Monte Tronador, ubicado entre dos glaciares, que posteriormente sería bautizado como Refugio Otto Meiling, y el "Berghof", edificado originalmente como escuela de esquí cerca de la cima del Cerro Otto, muy cercano a la ciudad de Bariloche, en el que viviría el resto de su vida.
También fueron construidos por Meiling los refugios de los cerros López y Challhuaco, y de las lagunas Toncek, Jakob y Negra.

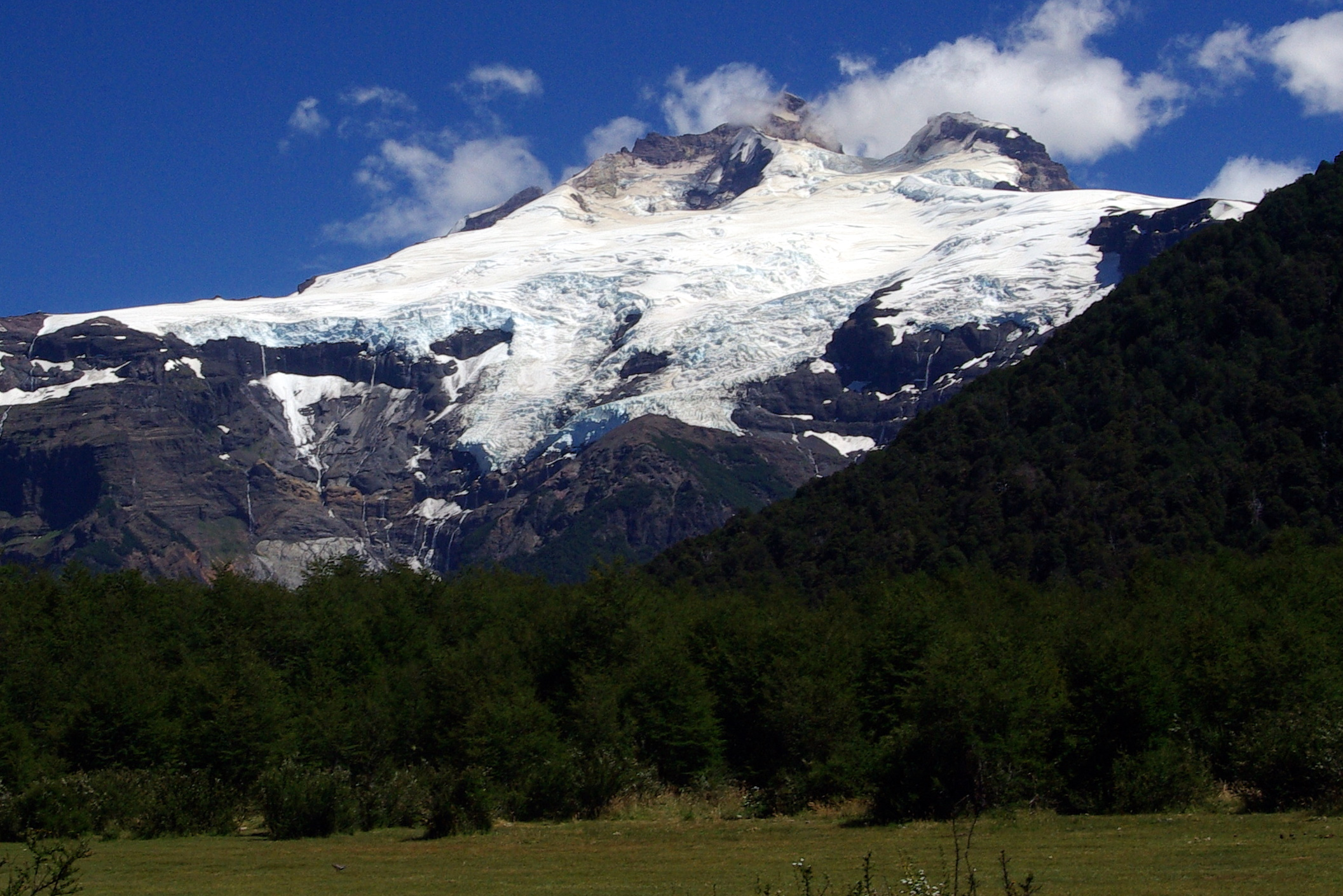
Cerro Tronador, cuya cumbre alcanzó Meiling quince veces.

En sus últimos años ganó prestigio por su estilo de vida frugal, llegando a ser considerado una especie de "ermitaño", y como enemigo del montañismo moderno. Se opuso vehementemente a la construcción del centro de esquí del Cerro Catedral, y se alejó del Club Andino; perdió estudiantes de esquí por la competencia del cercano Catedral, en el que no se requería ascender a pie.
A lo largo de sus últimos años mantuvo una condición física sorprendente, caminando grandes distancias a gran velocidad.
Falleció el 11 de agosto de 1989, a los 87 años.